# Ján Slavoľub Badušek
Ján Slavoľub Badušek (1840 Zemianske Podhradie – 28. května 1867 Oslany) byl římskokatolický kněz a publicista.

## Životopis
Katolickou teologii studoval v bohosloveckém semináři v Banské Bystrici. Po vysvěcení na kněze od 1865 teologicky působil v Oslanech. Během studií se pod vlivem Štěpána Moyzese angažoval v banskobystrickém semináři v slovenském národním hnutí, v letech 1864–1865 předseda samovzdělávacího spolku Kolo a církevního sdružení Bratrstvo sv. Karla Boromejského. Roku 1865 byl hlavním organizátorem a řečníkem na cyrilometodějských slavnostech. Věnoval se také literární činnosti. Její část vyšla roku 1868 v časopise Sokol.